# Dark Hall
Dark Hall (Down a Dark Hall) è un film del 2018 diretto e montato da Rodrigo Cortés.
La pellicola è l'adattamento cinematografico del romanzo del 1974 Down a Dark Hall scritto da Lois Duncan.

## Trama
Kit Gordy è una ragazzina problematica che ha perso il padre in un incidente quando era piccola. Durante un colloquio con il suo psicologo conosce Heather Sinclair, professoressa di letteratura presso una prestigiosa accademia per ragazze difficili. Nonostante la sua resistenza, la madre di Kit decide di mandarla a studiare lì non essendo più in grado di gestirla.
Una volta arrivata, Kit conosce l'eccentrica direttrice Madame Duret e incontra le uniche altre quattro studentesse della scuola, anche loro con vite travagliate e precedenti penali: Izzy, Ashley, Sierra e l'aggressiva Veronica. Alle ragazze vengono sequestrati i telefoni cellulari e vengono subito loro imposte le rigide regole del suggestivo collegio immerso nella natura e isolato.
Durante lo svolgimento delle lezioni, emerge come ognuna delle ragazze, tranne Veronica, abbia un talento particolare: Sierra per la pittura, Kit per la musica - in particolare per il pianoforte -, Ashley per la poesia e Izzy per la matematica. Inoltre, Kit è attratta dal professore di musica, Jules Duret, figlio della direttrice, con cui instaura un rapporto di fiducia. Nel frattempo, nella scuola cominciano a manifestarsi strani fenomeni, che culminano una sera, quando le altre ragazze trovano Sierra nella sua stanza in preda alle convulsioni con un pennello in mano. Kit osserva attentamente i suoi dipinti e nota che tutti recano le iniziali "T.C."; comincia così ad indagare e scopre l'esistenza di un legame inspiegabile tra ciascuna di loro e un artista del passato morto precocemente: il pittore Thomas Cole, il compositore Wilhelm Kessler, la scrittrice Elizabeth Weber e un matematico autore di un teorema incompiuto.
La ragazza, una sera, insieme a Veronica, si intrufola in una stanza dove trova dei documenti appartenenti alle ragazze che hanno frequentato il collegio nel tempo, e notano che la gran parte di loro è deceduta per suicidio. Le ragazze però vengono sorprese e Veronica si assume la colpa, facendo nascondere Kit. Madame Duret consegna la ragazza ai fantasmi del collegio che si impossessano di lei, e poi spiega a Kit e Izzy, le uniche due rimaste lucide, il vero scopo del collegio: le studentesse servono come tramite per gli artisti deceduti anzitempo, che attraverso di loro possono continuare a produrre la loro arte.
Nel tentativo di salvare le altre, Kit corre in camera da Ashley, cerca di aiutarla ma questa si suiciderà gettandosi dalla finestra, mentre Sierra è morta in camera sua per malnutrizione. Kit allora va in cerca di Veronica e riesce a liberarla dallo stato di possessione in cui si trova, tuttavia nel farlo appicca accidentalmente un incendio facendo cadere delle candele su una tenda. Le due ragazze trovano Izzy, ormai priva di senno, ma questa si getta tra le fiamme e muore. Jules, pentito di aver assecondato i folli piani di sua madre, soccorre le ragazze ma viene aggredito dalla governante, venendo salvato dall'intervento della professoressa di letteratura. Circondata dai fantasmi, questa si sacrifica per permettere agli altri di fuggire. La governante muore in un'esplosione abbracciando il fantasma del figlio defunto e Madame Duret (dopo aver ucciso il professore di matematica), comprende di aver fallito e viene posseduta dai fantasmi dandosi fuoco davanti al figlio.
Veronica riesce a fuggire all'esterno, mentre sul luogo sopraggiungono la polizia e i pompieri, e Jules si sacrifica per Kit, salvandola da un crollo e venendo sepolto dalle macerie. La ragazza sviene e ha una visione del padre, grazie al quale riesce a trovare la forza di uscire dal collegio in fiamme; in ambulanza, incosciente, vede un'ultima volta il fantasma di suo padre, dicendogli addio prima di risvegliarsi.

## Produzione
Nel marzo 2013, Stephenie Meyer acquista i diritti cinematografici del romanzo. Nel luglio 2014, la LionsGate acquista il film, e viene annunciato Rodrigo Cortés come regista, su una sceneggiatura di Chris Sparling, che riscriverà lo script precedente di Michael Goldbach.
Le riprese del film sono iniziate nell'ottobre 2016 a Barcellona dove sono durate quattro settimane, per poi spostarsi altre due settimane nelle isole Canarie; le riprese sono terminate nel dicembre dello stesso anno.

## Promozione
Il primo trailer del film viene diffuso il 22 maggio 2018, mentre la versione italiana il 27 giugno seguente.

## Distribuzione
Negli Stati Uniti, la pellicola è stata distribuita direttamente nel mercato on demand a partire dal 17 agosto 2018, mentre in Italia arriva al cinema dal 1º agosto dello stesso anno.

### Divieti
Negli Stati Uniti il film è stato vietato ai minori di 13 anni per la presenza di "tematiche adulte, terrore e violenza, linguaggio non adatto, tematiche sessuali, fumo".

## Accoglienza

### Critica
Sull'aggregatore Rotten Tomatoes il film riceve il 50% delle recensioni professionali positive con un voto medio di 5,5 su 10 basato su 26 critiche, mentre su Metacritic ottiene un punteggio di 56 su 100 basato su 8 critiche.